# Vigía forestal

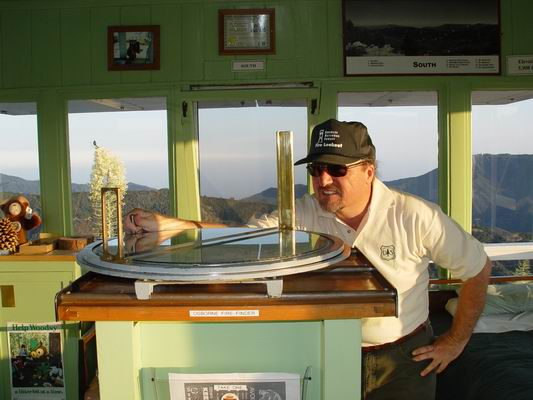
Vigía forestal de Vetter Mountain, California.

El vigía forestal o escucha de incendios es una profesión consistente en trabajar en puntos estratégicos del territorio, como persona preparada para detectar desde el primer instante cualquier columna de humo, y localizarla con precisión para que puedan reaccionar con eficacia todos los servicios de emergencia.
Normalmente se trata de una extensión del cuerpo que tiene la potestad de extinción de incendios, bien sea bomberos o el departamento de Medio Ambiente para llegar pronto al lugar de un fuego forestal y prevenir que se convierta en un Gran Incendio Forestal.